# Samuel Vargas
Samuel Felipe Vargas Lancheros (Bogotá, 16 de febrero de 1993) es un periodista deportivo colombiano que actualmente trabaja para DSports y Win Sports.

## Vida personal
Perteneció a las Fuerzas Básicas de La Equidad. Su proyecto inicial de vida contemplaba desarrollar sus estudios universitarios en los Estados Unidos mediante la modalidad de beca deportiva.

## Trayectoria
Sus primeras experiencias fueron junto a Ariel Mónaco y otros compañeros de estudios de la época, con quienes transmitía vía internet partidos tanto del fútbol argentino como de competiciones internacionales.
En DSports presentó entre 2011 y 2019 Lo Mejor de la Ligue 1 de Francia y pertenece aún al panel de Fútbol Total. En 2020 se incorporó, además, a la señal colombiana de DSports integrándose al staff de De Fútbol Se Habla Así Colombia. Adicionalmente, realiza labores de reportería para DSports Noticias y comenta compromisos de los destacados eventos deportivos que la señal televisa.
También 2020 se unió al proyecto de Win Sports + radicándose en Bogotá para presentar Win + Noticias y Primer Toque y comentar juegos del Fútbol Profesional Colombiano.

## Participación en cubrimientos especiales
- Copa América 2011
- Copa Confederaciones 2013
- Copa Mundial de Fútbol 2014
- Supercopa Euroamericana 2015
- Copa América 2015
- Copa América Centenario
- Juegos Olímpicos 2016
- Copa Confederaciones 2017
- Copa Mundial de Fútbol 2018
- Copa América 2019
- Copa América 2020
- Copa Árabe de la FIFA 2021
- Copa América Femenina 2022
- Copa Mundial de Fútbol 2022

## Otros intereses
Continúa formándose desde lo académico en diferentes áreas afines al periodismo deportivo (fútbol) como los idiomas, el arbitraje y el análisis de rendimiento. Actualmente tiene la titulación de Instructor Infantil.”.